# Miso
El miso (en japonès みそ o 味噌) és una preparació culinària tradicional japonesa feta a base de soia fermentada, sal marina i sovint diversos cereals, especialment arròs o ordi.
El resultat és una pasta espessa, de color marró fosc o beix clar (segons si hi ha o no cereals barrejats i segons la durada de la fermentació), que conté una alta concentració de proteïnes, de vitamines i de sals minerals. El miso s'utilitza bàsicament diluït, com a base de brous (sopa de miso), per a fer salses o com a condiment.

## Història

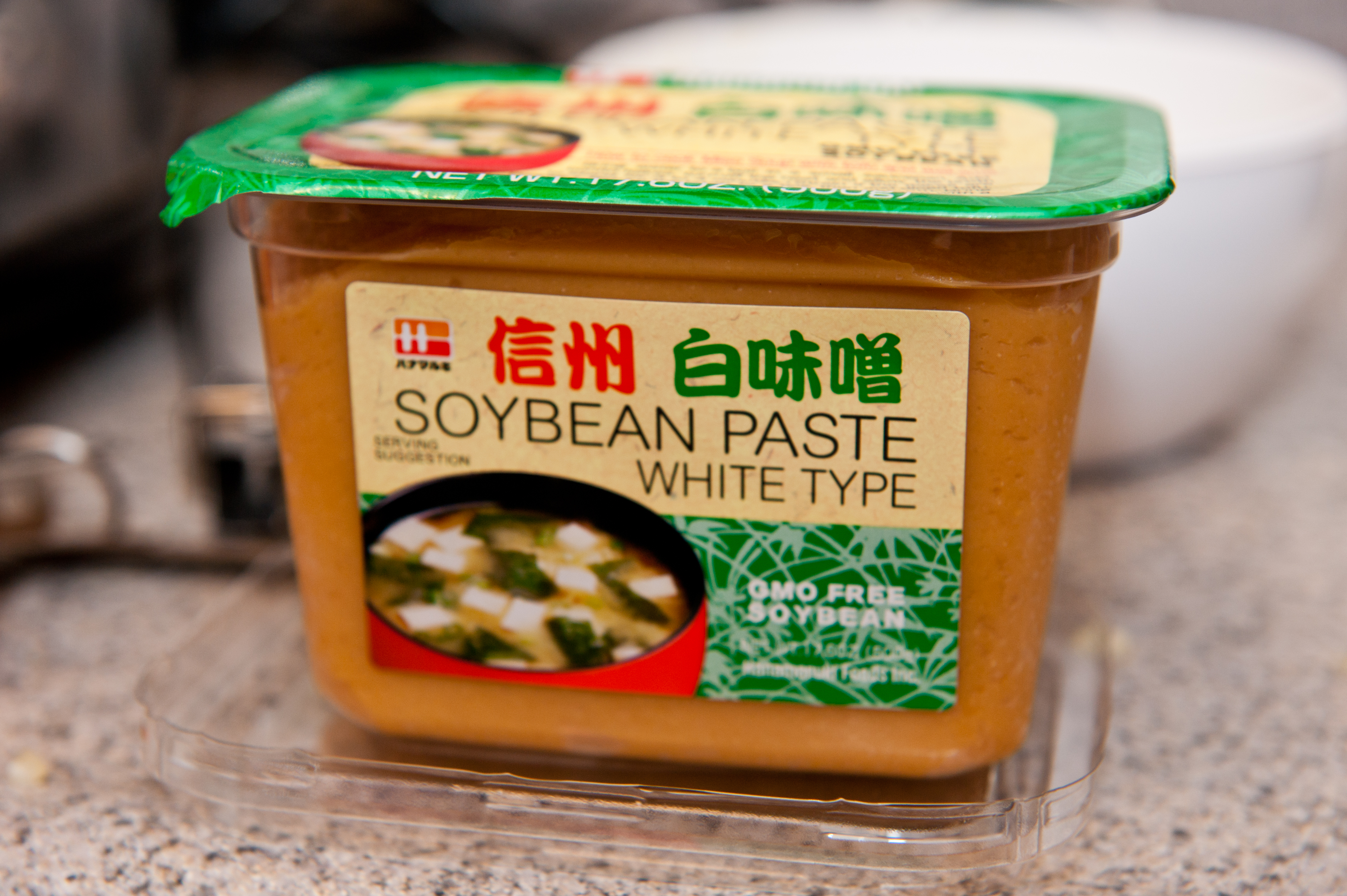
El miso es ven generalment en envasos de plàstic.

Originàriament, el miso es va introduir per monjos budistes fa 1300 anys des de la Xina al Japó (on era conegut des de fa 2.500 anys amb el nom de chiang). Aquesta preparació va sorgir perquè la fermentació dels aliments era una forma de conservar-los. Les llavors de soia es barregen amb aigua i sal marina i es fan fermentar amb un fong anomenat tradicionalment kōji (麹) (Aspergillus oryzae) durant un període que pot anar des d'algunes setmanes fins a tres anys, segons la varietat de miso.
En els seus inicis era una delícia d'alt valor econòmic que només la noblesa en podia gaudir, ja que contenia arròs, que era un aliment molt preuat. Tot i així, el seu ús es va estendre als samurais donada la reputació de les seves propietats energètiques.
Depenent del tipus de miso (segons els ingredients amb els que s'elaboraba) diferents classes socials en podien gaudir. Els que estaven fets amb arròs blanc refinat eren consumits principalment per terratinents, samurais o membres de la reialesa. En canvi, els pagesos tenien prohibit usar l'arròs que collien per fer-se miso i, per tant, utilitzaven altres cereals com ordi o mill, que donava un color més fosc. És per això que els misos més foscos avui en dia encara tenen certa reputació de ‘miso de pobres' com passa amb el pa de sègol, per exemple.
És a partir del segle xiv que el miso s'estén a totes les classes socials i la seva popularitat augmenta.

## Producció del miso
De misos n'hi de molts tipus, però un dels més comuns en la cuina japonesa és el awase miso, donada la seva gran versatilitat. És per això que el procés de producció descrit en aquest article es basa en el awase miso, però té moltes similituds amb la producció d'altres misos. L'awase miso conté soia, arròs i ordi.

### El fong productor
El miso es produeix amb l'ajut d'un fong filamentós anomenat Aspergillus oryzae (en japonès té el nom propi de 麹 (kōji)). Aquest fong s'utilitza des de fa segles en la cuina xinesa i japonesa per fermentar la soja i fer la salsa de soja (shoyu), el miso, begudes alcohòliques com el sake o bé vinagre d'arròs. Aquest fong té potencial i interès en el camp de la biotecnologia, ja que pot ser usat per produir enzims i altres proteïnes d'origen eucariota que no es poden produir amb bacteris com E. coli.

### Passos de la producció del Awase Miso

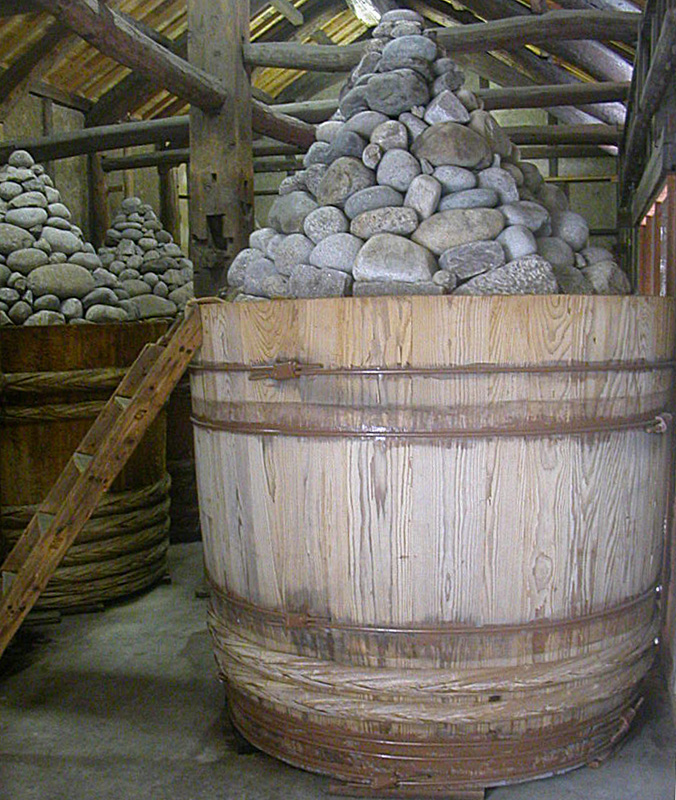
Tancs tradicionals on es produeix la fermentació del miso.

1. Cuinat dels ingredients: els grans de soia rentats són posats en remull i posteriorment es bullen i es cuinen al vapor. L'arròs i l'ordi també són posats en remull i cuits al vapor.
2. Preparació del koji: les floridures del fong Aspergillus oryzae (koji) s'afegeixen a l'arròs i a l'ordi. Durant tres dies el fong comença a produir enzims que contribueixen a la fermentació i maduració del miso (ja que ajuden a predigerir els midons dels cereals). Amb els enzims del koji es faran disponibles sucres simples, aminoàcids i àcids grassos presents als cereals i a la soia i que serviran com a substrat per a la posterior fermentació microbiana.[3]
3. Mescla: es barregen els grans de soia amb el koji preparat anteriorment (la mescla de cereals i el fong) i s'hi afegeix sal i aigua abans de col·locar tota la mescla als tancs de fermentació.
4. Fermentació i maduració: La fermentació la duen a terme bacteris com Pediococcus halophilus i Lactobacillus delbrueckii així com llevats. Els tancs on es produeix la fermentació es posen en habitacions càlides on es crea l'ambient idoni pel creixement de diversos microorganismes que, gràcies als enzims formats pel koji, comencen la fermentació de la mescla. Durant la fermentació i la maduració apareixen els sabors i aromes característics del miso, en concret, l'àcid làctic i les lleugeres quantitats d'alcohols que es generen ajuden a donar el sabor final del producte.[5][3]
5. Inspecció i empaquetat: abans de la comercialització cal fer un control de qualitat.

## Tipus de miso[6]
- Kome i Genmai miso (味噌): Fet amb soia i arròs blanc o soia i arròs integral, es distingeix per ser molt aromàtic. Aquesta varietat fermenta setmanes o pocs mesos i com a resultat té un gust suau, amb poca sal i té un major contingut en carbohidrats. No conté gluten naturalment, per tant és apte per a celíacs.
- Mugi miso (麦味噌): Fet amb soia i ordi, és una varietat que conté pocs hidrats de carboni, un elevat percentatge de proteïnes (13%) i amb un període de fermentació llarg. Té un sabor intens i dolç. No és apte per a celíacs.
- Hatcho miso (八丁味噌): Fet només a base de soia, amb una fermentació de fins a tres anys dona com a resultat un color molt fosc i una olor molt intensa. És la varietat amb major contingut en proteína (21%) i el més baix en hidrats de carboni (12%) i aigua (40%). Té un gust més fort i salat i és apte per a celíacs.
- Shiro miso o miso blanc (白味噌): Fet amb soia i arròs blanc, amb una fermentació de dos mesos. De color clar i sabor suau i dolç.
- Miso groc (味噌イエロー): Molt similar al shiro miso o miso blanc però s'allarga la fermentació d'aquest i el producte final és mes fort i intens.

## Receptes culinàries amb miso

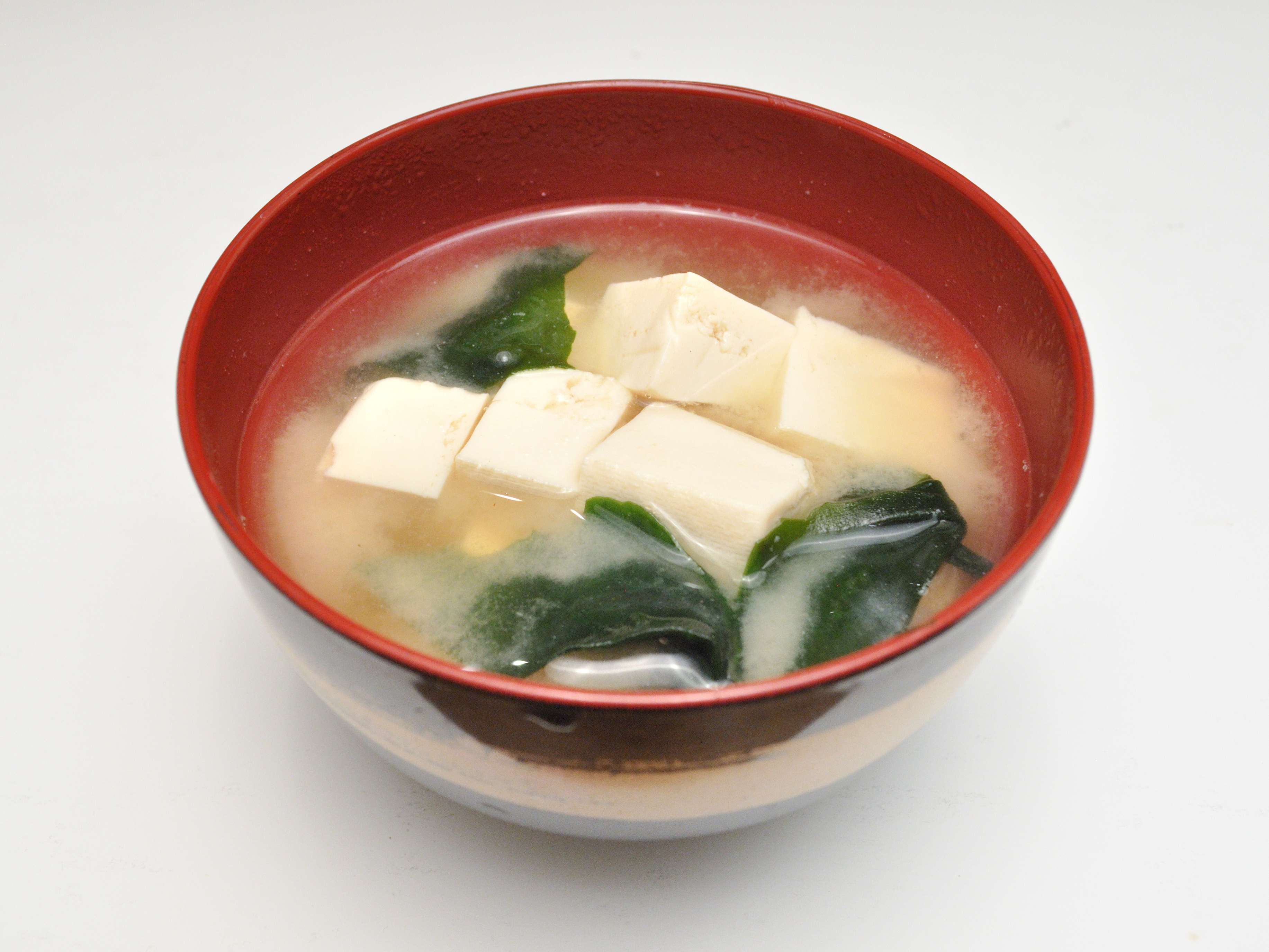
Sopa de miso.

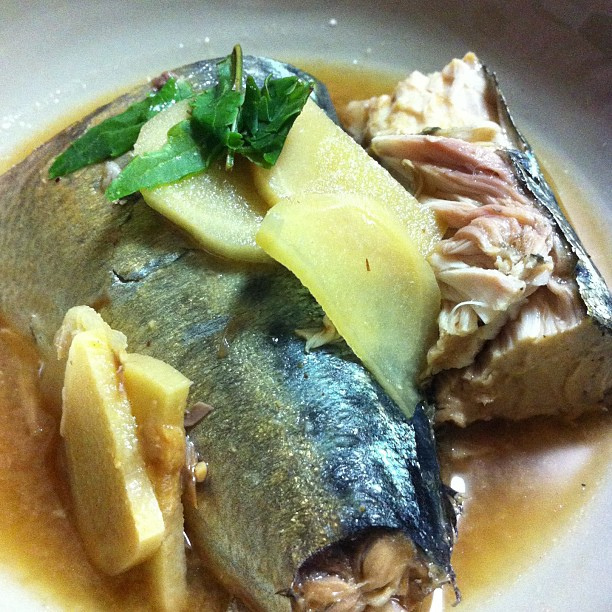
Presentació d'un plat de Saba Miso.

El miso és àmpliament utilitzat en la gastronomia japonesa tant com a base de plats com per assaonar altres aliments (com peix o verdures).
Miso shiru (味噌汁)
La sopa de miso és un dels plats fets amb miso més popular a l'occident i un dels plats japonesos més coneguts. Consisteix en dissoldre una petita quantitat de pasta de miso en brou o aigua calenta (pròxima al punt d'ebullició però sense bullir). El brou utilitzat és el dashi, un tipus de brou aromatitzat amb alga kombu i peix (com làmines de bonítol sec).
A més, s'hi solen posar altres ingredients, com algues wakame, daus de tofu, rodanxes de ceba tendra. També s'hi poden afegir altres vegetals al gust.
Natto-jiru (納豆汁)
Aquest plat és una sopa calenta feta amb un brou de verdures (rave daikon, pastanaga, patata taro, bolets shiitake, tofu fregit i ceba tendra) on s'hi dissol la pasta de miso i després s'hi afegeix el natto (soia fermentada) triturat.
Miso Nikomi Udon (味噌煮込みうどん)
El miso nikomi udon és una sopa de fideus udon amb pollastre, bolets shiitake, kamaboko (surimi o pastís de peix japonès), mirin (vi suau d'arròs), ceba tendra, tofu fregit i ou.
Saba no Misoni (さばの味噌煮)
La preparació de d'aquest plat és a partir de verat bullit en un brou de miso, mirin, sake, sucre i verdures.

## Propietats nutricionals
La soia és un llegum amb uns nivells alts de proteïna, però la seva digestió no és fàcil. La fermentació produïda pel koji durant la preparació del miso, allibera enzims que predigereixen la proteïna de la soia fent-la més fàcilment asimilable al augmentar la digestibilitat i convertint el miso en un aliment més nutritiu que la soia en sí.
Entre els components nutricionals del miso hi trobem molts minerals i vitamines. S'han descrit en la seva composició vitamines del grup B com la B2, B3, àcid fòlic (B9), també vitamina A i K. Els anàlisis confirmen que als productes de soia fermentada no es troba vitamina B₁₂ en quantitats significatives de manera que, tot i que es proposen com a possibles fonts d'aquesta vitamina, només s'ha demostrat que es troba a carn, productes làctics i ous. A més de la varietat de vitamines, també té alta quantitat de sodi, així com potassi, fòsfor i calci, entre d'altres.
| Valor nutricional per 100 g                                           | Valor nutricional per 100 g |
| --------------------------------------------------------------------- | --------------------------- |
| Energia                                                               | 831 kJ (199 kcal)           |
|                                                                       |                             |
| Carbohidrats                                                          | 26.47                       |
| Sucres                                                                | 6.2                         |
| Fibra                                                                 | 5.4                         |
|                                                                       |                             |
| Greixos                                                               | 6.01                        |
| Saturats                                                              | 1.139                       |
| Monoinsaturats                                                        | 1.242                       |
| Poliinsaturats                                                        | 3.204                       |
|                                                                       |                             |
| Proteïnes                                                             | 11.69                       |
| - Unitats: μg = micrograms • mg = milligram, IU = International units |                             |

## Consum i salut
Habitualment es parla dels beneficis per a la microbiota intestinal (col·loquialment coneguda com a flora intestinal) dels aliments làctics fermentats com iogurs o formatges, mentre que el consum i popularitat d'altres aliments fermentats (vegetals, lleguminoses o herbes) és menor. Els fermentats poden tenir efectes positius sobre l'anomenada “psicobiota” (el conjunt de senyals bioquímics entre el tracte digestiu i el sistema nerviós on hi ha una gran influència de la flora intestinal) facilitant la seva comunicació. Recolzant aquesta afirmació, s'ha demostrat que els isomaltooligosacarids trobats en aliments fermentats tradicionals, com ara el miso, el sake, la salsa de soia (shoyu) o bé la mel, poden beneficiar i promoure el creixement de Bifidobacterium i Lactobacillius, en éssers humans i animals.
S'ha identificat recentment que el miso cuinat, té més de quaranta compostos aromàtics i aromes a malta, verd, torrat i sulfur com a més característics de les diferents varietats. Mitjançant una avaluació sensorial s'afirma que gràcies a la presència de trisulfur de dimetil, aporta la percepció del sisè sabor conegut com a umami.
L'elevada concentració de sal al miso fa que es consideri comunament un potencialment perjudicial. Tot i aquesta creença, un estudi que examina la relació entre el consum habitual de sopa de miso i la pressió arterial juntament amb la freqüència cardíaca en adults (mitjana edat) i ancians japonesos, indica que aquest consum pot disminuir la freqüència cardíaca i no té cap efecte significatiu en la pressió arterial.
Un altre fet d'interès relacionat amb el consum és que la lleguminosa amb la qual es fa el miso, la soia, té un alt contingut en isoflavones, l'evidència suggereix que aquest component té un efecte protector davant malalties cardiovasculars i cròniques, de fet s'ha demostrat que en joves l'addició a la dieta de soia i derivats és una totalment beneficiosa. Per altra banda, la soia és causant d'al·lèrgies i planteja si en alguns individus particulars amb problemes de tiroides, càncer o mares en lactància pot causar altres efectes.

## Galeria d'imatges

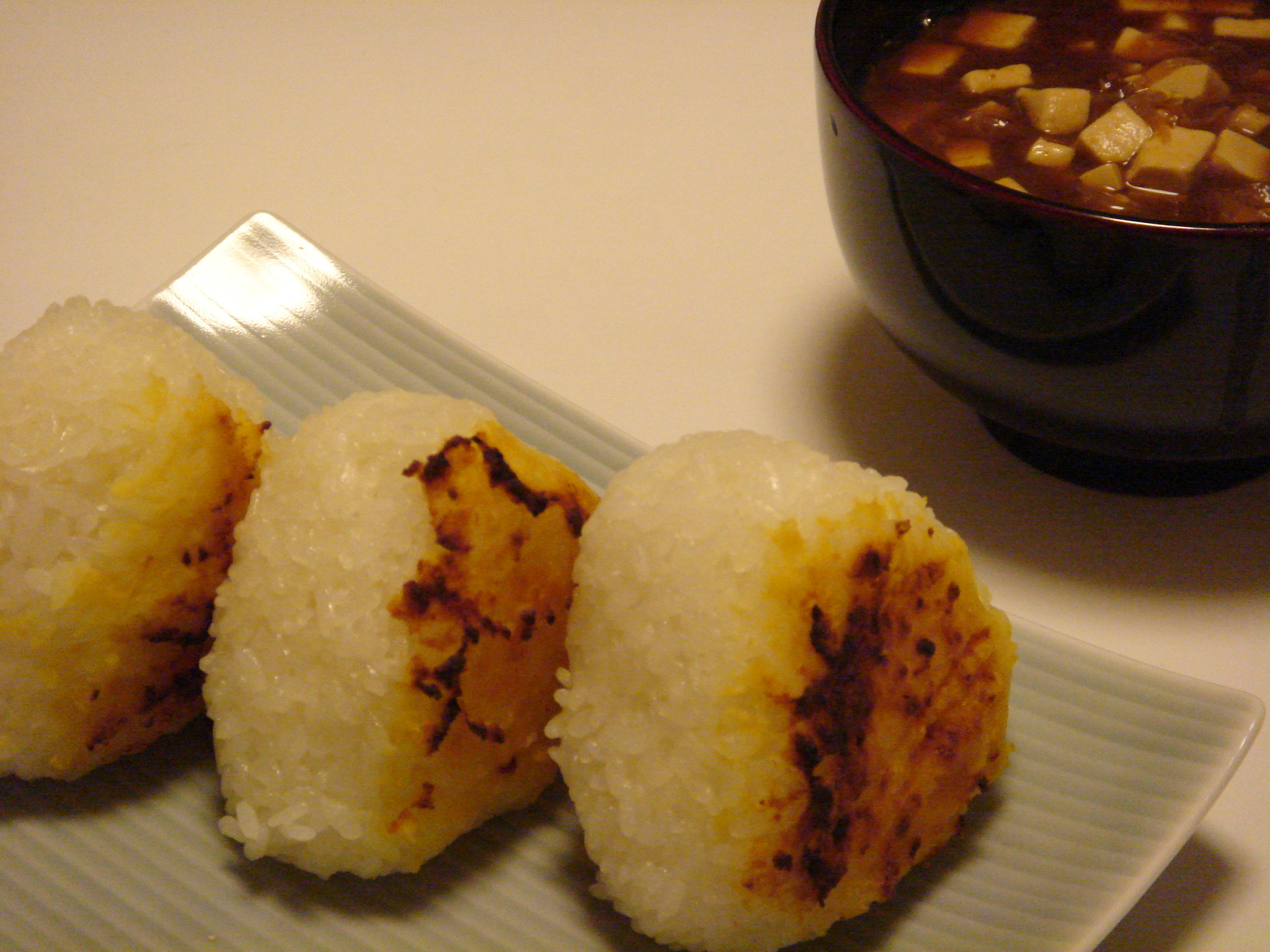
Sopa de miso i boles d'arròs (nigiri) rostides i condimentades amb miso.
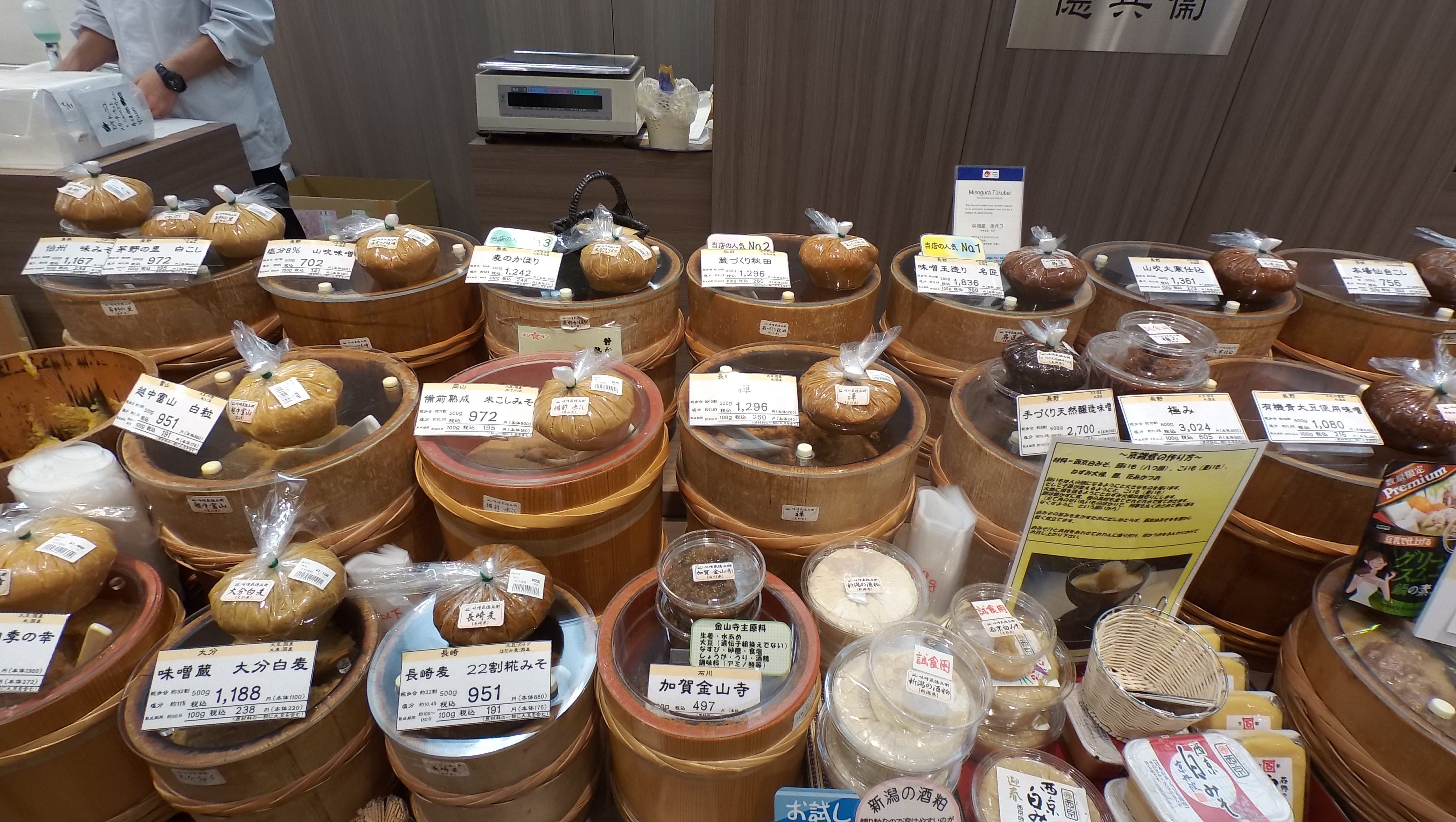
Diferents tipus de miso a la venda en un comerç del Japó.
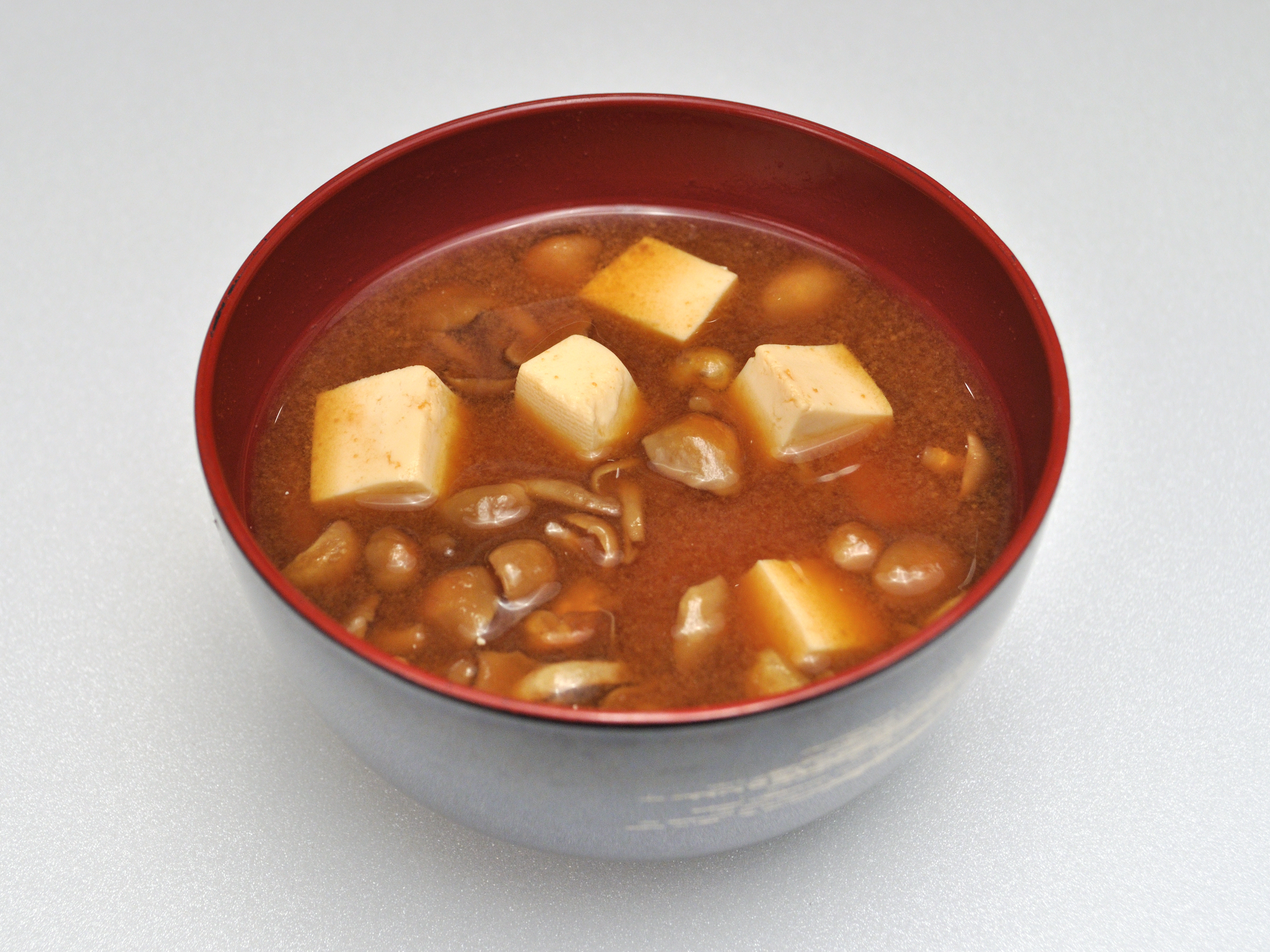
Sopa de miso.
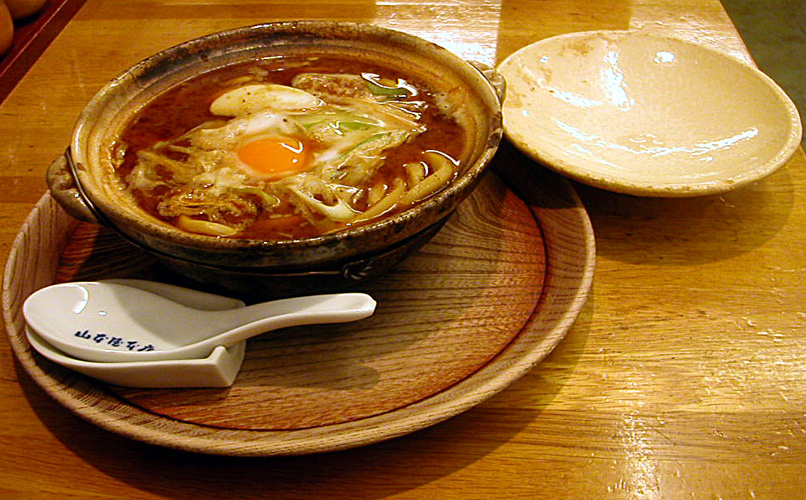
Miso nikomi udon, plat típic de fideus udon amb un brou fet a base de miso entre altres ingredients.